# Taeniodera luteovaria
Taeniodera luteovaria är en skalbaggsart som beskrevs av Thierry Bourgoin 1917. Taeniodera luteovaria ingår i släktet Taeniodera och familjen Cetoniidae. Inga underarter finns listade i Catalogue of Life.